# (9944) 1990 DA3
(9944) 1990 DA3 là một tiểu hành tinh kiểu S thuộc vành đai chính. Nó bay quanh Mặt Trời theo chu kỳ 4.77 năm.
Được phát hiện ngày 24 tháng 2 năm 1990 bởi H. Debehogne, Tên chỉ định của nó là "1990 DA3".